# Infection and Immunity
Infection and Immunity, abgekürzt Infect. Immun., ist eine wissenschaftliche Fachzeitschrift, die von der American Society for Microbiology veröffentlicht wird. Die Zeitschrift wurde 1970 gegründet und erscheint derzeit mit zwölf Ausgaben im Jahr. Es werden Arbeiten veröffentlicht, die sich mit der Interaktion zwischen den Pathogenen (Bakterien, Pilze oder Parasiten) und den Wirtsorganismen beschäftigen.
Der Impact Factor lag im Jahr 2014 bei 3,731. Nach der Statistik des ISI Web of Knowledge wird das Journal mit diesem Impact Factor in der Kategorie Infektionskrankheiten an 23. Stelle von 78 Zeitschriften und in der Kategorie Immunologie an 47. Stelle von 148 Zeitschriften geführt.